# جسر بانبو
جسر بانبو (بالكورية: 반포대교) هو أحد أكثر الجسور شهرة حول العالم. يقع في كوريا الجنوبية، وسط العاصمة سول، فوق نهر هان. وهو أطول جسر نافورة في العالم يتكون من طابقين، وقد سَجّل رقمًا قياسيًّا عالميًّا بوجود ما يُقارب 10,000 فتحة لرش المياه على جانبي الجسر، بطول 1,140 مترًا. وتقوم المضخات الملحقة به، وعددها 38 مضخة، بضخ 190 طن من الماء في الدقيقة الواحدة لمسافة 43 مترًا أفقيًا، وذلك باستخدام مياه نهر هان، الذي يمر أسفل الجسر المرتفع عنه حوالي 20 مترًا. وفي الليل، وباستخدام 200 مصدر إنارة مجهزة حول النافورة، يتم تقديم عرض فني تظهر فيه المياه الملونة وهي تسقط من الجسر إلى النهر مثل قوس قزح حيث تجذب السياح بشكل كبير.